# Praia Grande
För andra betydelser, se Praia Grande (olika betydelser).
Praia Grande är en stad och kommun i Brasilien och ligger vid atlantkusten i delstaten São Paulo. Kommunen ingår i Santos storstadsområde och hade år 2014 cirka 294 000 invånare.

## Administrativ indelning
Kommunen var år 2010 indelad i två distrikt:
- Praia Grande
- Solemar